# Comuna Dovhopolivka, Romnî
Dovhopolivka (în ucraineană Довгополівка) este o comună în raionul Romnî, regiunea Sumî, Ucraina, formată din satele Dovhopolivka (reședința), Kropîvînți, Levcenkî, Moskivșciîna și Ovlași.

## Demografie
Componența lingvistică a comunei Dovhopolivka
     Ucraineană (96,72%)
     Rusă (3,28%)
Conform recensământului din 2001, majoritatea populației comunei Dovhopolivka era vorbitoare de ucraineană (96,72%), existând în minoritate și vorbitori de rusă (3,28%).